# Justin Tipuric
Justin Tipuric (* 6. August 1989 in Trebanos, Neath Port Talbot County Borough) ist ein walisischer Rugby-Union-Spieler, der als Flügelstürmer eingesetzt wird. Er spielt für die Ospreys und die walisische Nationalmannschaft.

## Biografie
Sein Großvater Dragotin Tipurić stammte ursprünglich aus Kroatien, war während des Zweiten Weltkriegs ein Kriegsgefangener der Wehrmacht und ließ sich nach Kriegsende im Dorf Trebanos in der Nähe von Swansea nieder. Als Jugendlicher war Justin Tipuric für die Jugendnationalmannschaften des Landes und die Siebener-Rugby-Nationalmannschaft aktiv. Ab 2009 spielte er für den Aberavon RFC in der Welsh Premier Division. Da sein damaliger Verein Teilhaber der Ospreys ist, kam er im November 2009 zu seinem ersten Einsatz für dieses Profiteam, als Einwechselspieler im Anglo-Welsh Cup gegen die Northampton Saints. Im Laufe der Saison 2010/11 konnte er sich bei den Ospreys einen Stammplatz sichern. Tipuric hat seither nie den Verein gewechselt. Auf die Saison 2018/19 übernahm er von Alun Wyn Jones das Amt des Mannschaftskapitäns. Mit den Ospreys gewann er den Pro-12-Meistertitel der Saison 2011/12.
Am 20. August 2011 gab Tipuric gegen Argentinien sein Debüt für die walisische Nationalmannschaft. Er schaffte es zwar nicht in den Kader für die Weltmeisterschaft 2011, stand aber bei den Six Nations 2012 in zwei Spielen auf dem Feld und trug zum Grand Slam bei. Danach konnte sich er allmählich einen Platz in der Stammformation sichern. Die Waliser konnten 2013 den Titel verteidigen; nach dem abschließenden 30:3-Rekordsieg über England wurde er als „Man of the match“ ausgezeichnet. Daraufhin nominierte ihn Warren Gatland für die Australien-Tour der British and Irish Lions. Während der Tour absolvierte er ein Test Match gegen die Wallabies. Während der Weltmeisterschaft 2015 kam Warburton in allen fünf Spielen der Waliser zum Einsatz, darunter dreimal aus Einwechselspieler.
Im letzten Spiel der Six Nations 2016 erlitt Tipuric eine Gehirnerschütterung, worauf er eine dreimonatige Pause einlegen musste. Er erholte sich rasch wieder und stand ab November 2016 wieder für die Nationalmannschaft zur Verfügung. 2017 gehörte er zum zweiten Mal dem Kader der British and Irish Lions an, diesmal während der Tour nach Neuseeland; allerdings absolvierte er nur Spiele, die nicht als Test Matches zählen. Zur Überraschung vieler nahm Tipuric am Siebener-Rugby-Turnier der Commonwealth Games 2018 teil. Als die Waliser das Six Nations 2019 erneut mit einem Grand Slam für sich entschieden, war Tipuric in vier fünf Spielen beteiligt.